# Lisa Brennan-Jobs
Lisa Nicole Brennan-Jobs, née Lisa Nicole Brennan, le 17 mai 1978 à Portland (Oregon), est une écrivaine américaine. Elle est la fille de Steve Jobs et de Chrisann Brennan. De la naissance de Lisa à son enfance, Steve Jobs nie énergiquement cette paternité, ce qui donne lieu à différentes actions en justice et une importante couverture médiatique. Finalement, ces derniers se réconcilient et Steve Jobs la reconnaît légalement. Elle travaille par la suite en tant que journaliste et écrivaine dans divers magazines.
En 1983, l'un des premiers ordinateurs d'Apple Computer, Inc., le Lisa, est nommé en son honneur, bien que Steve Jobs va le nier dans un premier temps. L'histoire de cette relation père-fille est relatée dans de nombreuses œuvres littéraires et cinématographiques comme Les Pirates de la Silicon Valley (1999), Steve Jobs (2011), Jobs (2013), et Steve Jobs (2015). Sa tante, Mona Simpson, s'inspire d'elle pour développer le personnage principal de son livre intitulé A Regular Guy (1996).

## Naissance et l'Apple Lisa
Lisa Nicole Brennan naît le 17 mai 1978 dans un foyer hippie appelé All One Farm. Ce dernier se trouve à l'extérieur de la ville de Portland, dans l'Oregon,. Sa mère, Chrisann Brennan (1954), et son père, Steve Jobs (1955-2011), se rencontrent en 1972 au Homestead High School de Cupertino, en Californie, et entretiennent une relation plus ou moins stable durant cinq ans,.
En 1976, après que Steve Jobs fonde la société Apple Computer Company avec Steve Wozniak et Ronald Wayne, il déménage avec Chrisann Brennan dans une maison avec leur ami Daniel Kottke près des bureaux de la société à Cupertino, où ils travaillent tous,,. C'est durant cette période que Chrisann Brennan tombe enceinte de Lisa. Steve Jobs s'oppose à cette grossesse et met fin à la relation. Il l'oblige à quitter le domicile conjugal et cette dernière devient alors serveuse et femme de ménage.
En 1978, Chrisann Brennan retourne dans le foyer All One Farm pour accoucher. Steve Jobs n'est pas présent pour la naissance de Lisa et ne lui rend visite que trois jours plus tard : c'est Robert Friedland, le propriétaire du foyer, et un ami de Steve Jobs qu'il a rencontré au Reed College, qui le persuade d'ailleurs d'effectuer ce déplacement. Chrisann Brennan et Steve Jobs décident alors d'appeler l'enfant Lisa.
En 1983, Steve Jobs décide de nommer le nouvel ordinateur construit par sa société l'Apple Lisa, secrètement en son honneur. Peu après, Steve Jobs nie publiquement être le père de l'enfant tout autant que d'avoir nommé l'Apple Lisa en son honneur, prétextant que ce nom est l'acronyme de « Local Integrated Systems Architecture » (litt. « Architecture des systèmes intégrés locaux »),. De nombreuses années plus tard, Steve Jobs reconnaît que « bien évidemment, c'était le nom de sa fille ».
Lisa Brennan-Jobs révèle dans son ouvrage Small Fry: A Memoir publié le 4 septembre 2018, les circonstances dans lesquelles Steve Jobs finit par dire ce qu'il a toujours refusé de lui avouer : elle est déjà âgée de 27 ans, quand ils sont invités par Bono, le chanteur du groupe irlandais U2, dans sa propriété de la Côte d'Azur. Il lui demande : « Au fait, ton premier ordinateur, tu l’as appelé Lisa... C’est en hommage à ta fille ? », et Steve Jobs répond : « Oui, bien sûr ». Lisa Brennan-Jobs s'adresse alors à Bono en lui disant : « C’est la première fois qu’il le reconnaît… Merci ! ». Elle en conclut que les célébrités ont besoin d'autres célébrités pour finir par révéler leurs secrets.

## Affaire de paternité et réconciliation
À la suite de ce refus de reconnaissance de paternité, un procès a lieu. Même après qu'un test de paternité par ADN a établi qu'il était le père de la fille, Steve Jobs maintient sa position,,. La résolution de l'affaire juridique l'oblige alors à fournir à Chrisann Brennan 385 dollars par mois et à rembourser à l'État l'argent qu'elle avait reçu de l'aide sociale. Lorsque l'entreprise d'Apple Computer, Inc. prend de l'ampleur et que Steve Jobs devient millionnaire, ce dernier augmente la pension alimentaire à 500 dollars par mois.
En 1982, Michael Moritz interviewe Steve Jobs, Chrisann Brennan et d'autres personnes pour le numéro spécial du Time en date du 3 janvier 1983 portant sur la nomination de l'Homme de l'année. Dans son interview, Steve Jobs remet en question la fiabilité du test de paternité, qui avait révélé que la « probabilité de paternité pour Jobs, Steven... est de 94,1% ». Steve Jobs répond en affirmant que « 28 % de la population masculine des États-Unis pourrait être le père »,,. Au lieu de le nommer Homme de l'année, comme lui et beaucoup d'autres s'y attendaient en donnant les interviews, le numéro est intitulé « Machine of the Year: The Computer Moves In ». Ce changement se produit après que Michael Moritz ait entendu parler de Lisa Brennan-Jobs ainsi que du style de management de Steve Jobs au sein d'Apple Computer, Inc.,.
Quelques années plus tard, en 1985, Steve Jobs quitte Apple Computer, Inc. et reconnait Lisa tout en tentant de se réconcilier avec elle. Chrisann Brennan écrit qu'« il s'est excusé plusieurs fois pour son comportement » auprès d'elle et de Lisa et qu'« il a dit qu'il n'avait jamais pris ses responsabilités alors qu'il aurait dû le faire, et qu'il était désolé ». Après s'être réconciliée avec son père, Lisa alors âgée de neuf ans, veut changer son nom de famille. Steve Jobs est alors heureux et soulagé d'accepter. Steve Jobs modifie légalement son acte de naissance, changeant son nom de Lisa Brennan en Lisa Brennan-Jobs. Chrisann Brennan attribue le changement de Steve Jobs à l'influence de la nouvelle tante biologique de Lisa Brennan-Jobs, Mona Simpson, qui s'efforce de réparer la relation entre Lisa Brennan-Jobs et son père.
Néanmoins, malgré la réconciliation entre Steve Jobs et Lisa Brennan-Jobs, leur relation est restée difficile. Dans son autobiographie, Lisa Brennan-Jobs raconte de nombreux épisodes où son père n'a pas su être un parent approprié. Il est resté distant, froid et lui a donné l'impression d'être indésirable, allant même jusqu'à refuser de payer ses frais d'université au départ,. Juste avant de mourir, Steve Jobs lui dira : « Je suis désolé, absolument désolé. Je me suis très mal comporté envers toi, je te suis redevable ».
D'après le magazine Fortune, Steve Jobs a laissé à Lisa Brennan-Jobs un héritage très important de plusieurs millions de dollars.

## Éducation et carrière
À l'époque où Lisa Brennan-Jobs vit avec sa mère, elle étudie à la Nueva School de Hillsborough, puis au Lick-Wilmerding High School de San Francisco. Plus tard, elle emménage chez son père et intègre la Palo Alto High School. Elle s'inscrit par la suite à l'université Harvard puis part étudier à l'étranger pendant une année au King's College de Londres, en Angleterre. Alors étudiante à l'université Harvard, elle écrit pour The Harvard Crimson. En 2000, elle obtient son Bachelor of Arts (BA) et part ensuite s'installer à Manhattan pour travailler comme écrivaine. Elle a écrit pour The Southwest Review, The Massachusetts Review, The Harvard Advocate, Spiked, Vogue et O, The Oprah Magazine,.

## Publication
Son premier livre, Small Fry: A Memoir (en français : Petite chose), paraît le 4 septembre 2018 chez Grove Press.
Cet ouvrage relate son enfance et sa relation complexe avec son père, Steve Jobs,,.

## Dans les médias
Lisa Brennan-Jobs fait l'objet de plusieurs biographies de son père, et notamment celle écrite par Walter Isaacson intitulée Steve Jobs (2011).
Le livre A Regular Guy (1996) de sa tante, Mona Simpson, est un récit romancé basé sur l'histoire de Lisa Brennan-Jobs et de ses parents.
Elle est représentée dans trois films biographiques : Les Pirates de la Silicon Valley (1999) de Martyn Burke, Jobs (2013) de Joshua Michael Stern et Steve Jobs (2015) de Danny Boyle.

## Vie personnelle
Lisa Brennan-Jobs réside à New York, dans l'arrondissement de Brooklyn, avec son mari Bill et leur fils.